# John Mavuso
John A. Mavuso (né en 1926 à Ermelo et mort le 24 mai 2011 à Midrand) est un homme politique sud-africain, successivement membre du congrès national africain (1948-1960), de l'Inkatha Freedom Party et du parti national (à partir de 1993), ministre des services généraux de février à juin 1996 dans le gouvernement Mandela.
Il est seul noir d'Afrique du Sud à avoir été ministre sous les couleurs du parti national.

## Biographie
Membre du comité exécutif de l'ANC, il participe à la rédaction de la charte de la liberté et est arrêté par la police le 5 décembre 1956. Les charges sont cependant levées en 1958 ce qui lui évite d'être coaccusé au procès de la trahison.
Opposé à la lutte armée, il quitte l'ANC en 1960 mais reste membre d'une cellule clandestine de soutien avant de s'éloigner définitivement après avoir été suspecté d'être un agent infiltré.
Dans les années 80, il est le premier noir à servir au sein du conseil exécutif du Transvaal (Transvaal executive committee) et est en 1988, le premier noir à s'adresser à une commission parlementaire devant laquelle il présente le projet de budget pour la province du Transvaal . Il fait aussi figure un temps de possible recrue pour entrer au sein du gouvernement PW Botha ce qui aurait fait de lui le premier noir à être ministre d'Afrique du Sud .
En 1993, il est l'un des premiers noirs d'Afrique du Sud à rejoindre le parti national, peu de temps après que celui-ci a ouvert ses rangs aux non blancs. Il devient ministre dans la province du Gauteng avant d'être appelé au gouvernement en 1996.